# Semicytherura nigrescens
Semicytherura nigrescens is een mosselkreeftjessoort uit de familie van de Cytheruridae. De wetenschappelijke naam van de soort is voor het eerst geldig gepubliceerd in 1838 door Baird.